# Марошсек
Марошсек (мађ. Marosszék) је био један од пет историјских седишта Секеља, која је уједно и била административна јединица у Ердељу. Седиште округа је био град Марошвашархељ. Град се налази у историјској покрајини Трансилванија и средиште је жупаније Муреш (или Мориш). 
Округ Марошсек је основан у 13. веку а сатус административне јединице изгубио 1876. године када је урађена нова административна подела и округ се утопио нови округ Марош-Торда (Maros-Torda vármegye), који је такође историјски и више не постоји као такав.

## Географија
Округ је претежно планински, североисточне стране оивичен планинским висовима Гергењ (Görgényi-havasok). Највиши врх је 1.777 m, а просечна надморска висина износи 400–500 m, са тим што се просечна надморска висина повећава са источног ка западном делу области. Област је веома богата са каменом соли, нарочито око места Совата, тако да је цео крај добио назив Сона област (Sóvidék). 

## Клима
На нижим деловима области просечна годишња температурна разлика је 7-9 °C, а у планинским деловима 3-5 °C. Најтоплији месец је јули са просечним температурама (18-19 °C), а најхладнији је јануар (-3 - -5 °C). Најнижа измерена температура је била (-32 °C) измерена 1942. године у Марошвашархељу а највиша (+40 °C) 1952. године измерена у Сабеду.
Просечне падавине на годишњем нивоу су 550 mm нижим пределима и 1000 mm у планинским деловима. У просеку има 71-88 сунчаних дана годишње.

## Галерија
- Биста Иштвана Бочкајиа
- Споменик у Њарадкесвењешу
- Медвеђе језеро у Совати